# يونكيرفيل (ميزوري)
يونكيرفيل (بالإنجليزية: Yonkerville)‏ هي إحدى المجتمعات الفردية (غير مصنفة) في ولاية ميزوري في الولايات المتحدة الأمريكية.